# Бакерабад (дегестан)
Бакерабад (перс. باقرآباد) — дегестан в Ірані, в Центральному бахші, в шагрестані Магаллат остану Марказі. За даними перепису 2006 року, його населення становило 5118 осіб, які проживали у складі 1481 сімей.

## Населені пункти
До складу дегестану входять такі населені пункти:
- Аббасабад
- Аб-Ґарм-е Бала
- Алабад-е Сандже-Баші
- Аламабад
- Аліабад-е Зіраб
- Амірабад
- Амірабад-е Безанджан
- Аркаде
- Асадабад
- Атешкуг
- Афшджерд
- Багабад
- Баг-е Сольтаніє
- Бакерабад
- Бозі-Джан
- Ґольчешме-є Бала
- Госейнабад-е Амірі
- Госейнабад-е Мораді
- Джаганабад
- Джамалабад
- Джордіджан
- Джудан
- Єке-Чаг
- Завод будівельного каменю
- Кагріз-е Нов
- Канат-е Паїн-е Сандже-Баші
- Куг-е Сефід
- Лоріджан
- Магмудабад
- Могаммадабад
- Мозвар
- Нахджірван
- Носратабад
- Промисловий центр
- Промисловий центр Магаллат
- Саадатабад
- Сандже-Баші
- Сафіабад-е Маканізе
- Сейєдабад
- Сос-Кондар
- Тутак-Сефід
- Фалавер-е Бала
- Фалавер-е Паїн
- Чаг-е Мірза-Гасан
- Чегель-Раз
- Шуре-є Паїн
- Ягіяабад